# 新港燈杆

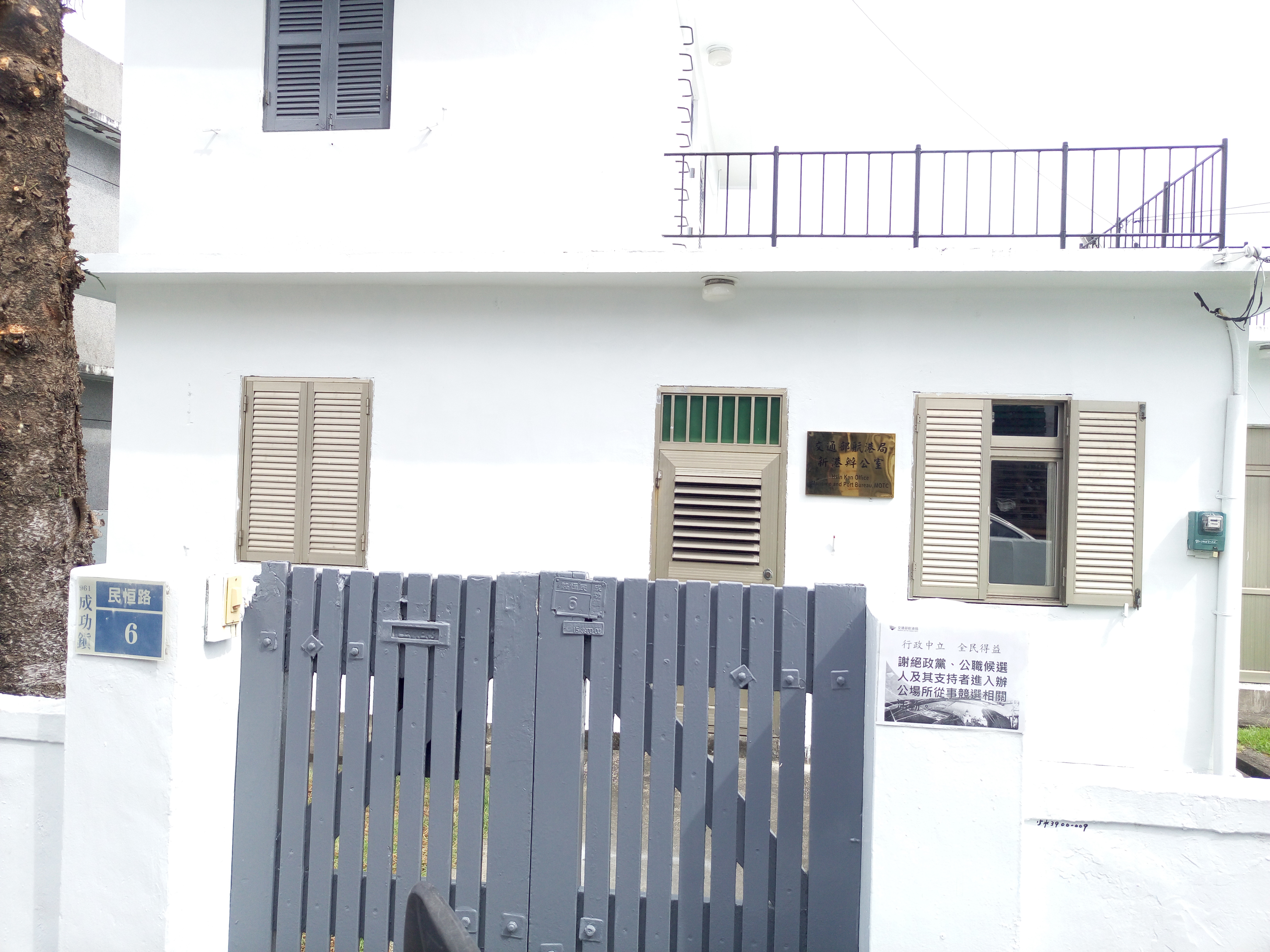
原新港燈塔辦公室與宿舍區，新港燈塔移交至交通部航港局後改為該單位之新港辦公室

新港燈杆為一座位於臺灣臺東縣成功鎮成功漁港的小型燈塔，又稱為新港燈塔或成功燈塔，該座燈塔最初於日治時期由臺灣總督府指示之下所興建。目前由交通部航港局所管轄。

## 沿革

### 日治時期
新港燈杆最初於1932年時，由日本人設計興建的新港漁港正式竣工後，為了增加漁船進出漁港以及周圍海域航行船隻的安全，因此於新港漁港的東側防波堤末端上興建一座照明燈台。這座燈竿於同年12月25日完工後點燈開始啟用，稱為「新港燈竿」。並且，總督府方面也由旗下之交通局指派一名人員，西村儀一郎，來擔任該燈竿的燈竿長。
新港燈竿的構造形式為紅色圓柱形混凝土燈台，燈竿上裝設有六等乙炔瓦斯燈一顆，燈高距離防波堤面高9公尺，距離海平面上高13公尺。1940年9月20日，新港燈竿因遭逢暴風雨災害，導致燈竿結構毀損，也使得燈竿暫時無法執行照明任務。直到1941年9月11日，新港燈竿修復完工後，重新點燈啟用。1945年9月17日，新港燈竿的燈質更改成閃白光，頻率為每4秒閃光1次。

### 戰後時期
第二次世界大戰戰後，國民政府接收臺灣，新港燈竿由臺灣省政府後續成立的關稅總局海務處來接管，並將其改稱為「新港燈杆」。1964年，再將新港燈杆的燈質改為每6秒閃光兩次。
1980年間，新港漁港為加強颱風季節時，港內泊地的穩靜度以及漁船的安全。因此計畫延長港口兩側的防波堤。該項改建工程完工後，又在增長後的防波堤末端各增設燈杆1座，而這兩座新設的燈杆當時移交給新港區漁會來維護管理。
新設立的兩座燈杆定位上屬於「標示燈」，並且照明電源均使用太陽能作為來源，結構部分，塔身為八角形鋼筋混凝土方柱。其中，位於東側防波堤的標示燈，塔身為紅色，使用紅熾燈泡發光，南側防波堤標示燈塔身則漆成綠色，並使用綠熾燈泡發光。

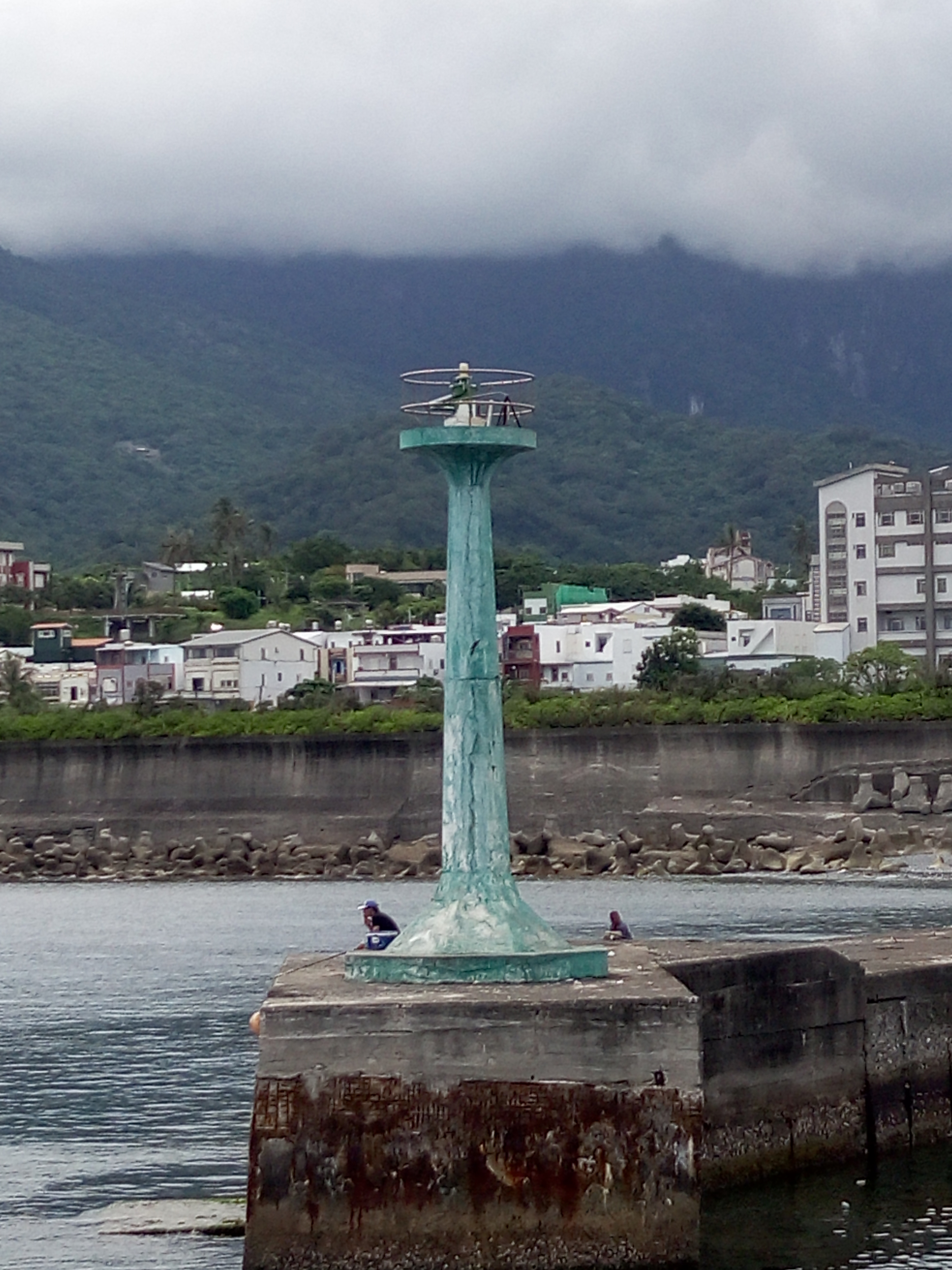
成功漁港南防坡堤綠標示燈杆
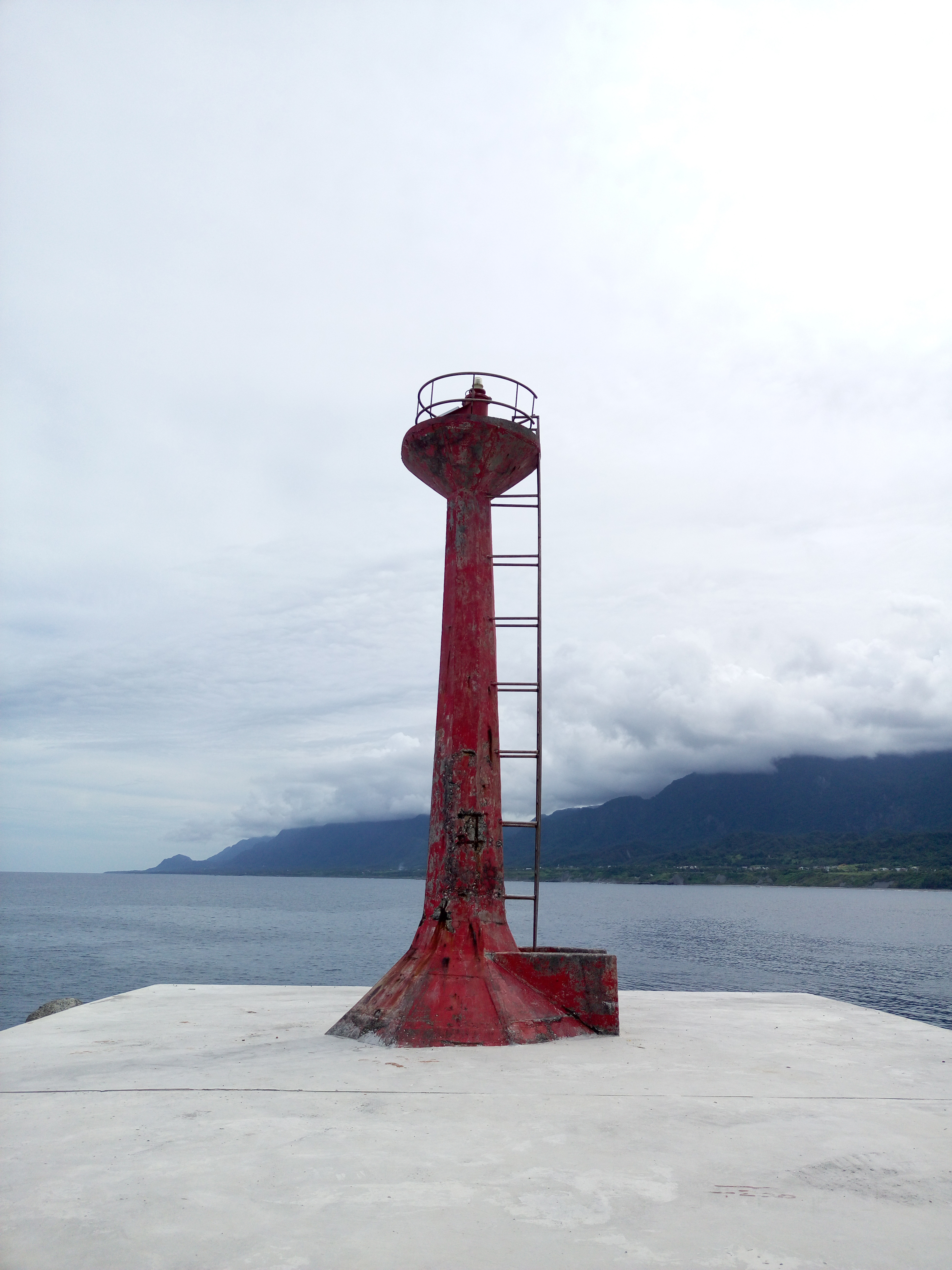
成功漁港東防坡堤紅標示燈杆

由於兩座標示燈完成後，管理新港燈杆的財政部認為，標示燈的功能上，與新港燈杆功能重疊，因此當時計畫將新港燈杆廢除以節省經費。然而，因新港燈杆的光程遠比兩座標示燈還來得長，完工多年來指引附近海域船隻航行安全，已成為當地漁民出海作業時，判斷漁場位置不可或缺的指引標的。因此當新港燈杆廢除的訊息傳到成功鎮當地的漁民及漁會後，向財政部表達訴求，最終財政部接受訴求而保留新港燈杆至今。
2010年，新港燈杆獲得國際燈塔協會定位升級為國際燈塔。因此，依該協會之規定，同年年底，新港燈杆由原簽的紅色塔身改漆成白色的塔身，並且定位上也不再是防波堤燈杆。2012年，新港燈杆由原財政部關稅總局移交給交通部航港局管理。

## 諸元
- 燈塔高度：9公尺[1]。
- 燈火高度：13公尺（高潮面至燈火中心）[1]。
- 照明設備：六等乙炔瓦斯燈[1]。
- 燈質（頻率）：每六秒閃光兩次[1]。
- 燭光數：65[2]。
- 明弧：202~108度（新建時）[2]、全度（復建後）[4]。
- 公稱光程：12.5浬[1]。
- 燈杆位置：北緯23度05分52秒，東經121度22分22秒[1]。

## 資料來源
1. 1 2 3 4 5 6 7 8 9 10 11 12 13 14 15 16 17 18   (PDF). 台東文獻復刊. 2008-11  [2016-07-02]. （原始内容存档 (PDF)于2016-09-09）.
2. 1 2 3 4 5  . 國史館臺灣文獻館. 1932-12-18  [2016-07-02].[]
3. ↑  . 國史館臺灣文獻館. 1940-09-20  [2016-07-02].[]
4. 1 2 3  . 國史館臺灣文獻館. 1941-10-03  [2016-07-02].[]
5. ↑  . 國史館臺灣文獻館. 1945-10-23  [2016-07-02].[]